# Ruch posuwisto-zwrotny

Animacja ruchu posuwisto zwrotnego

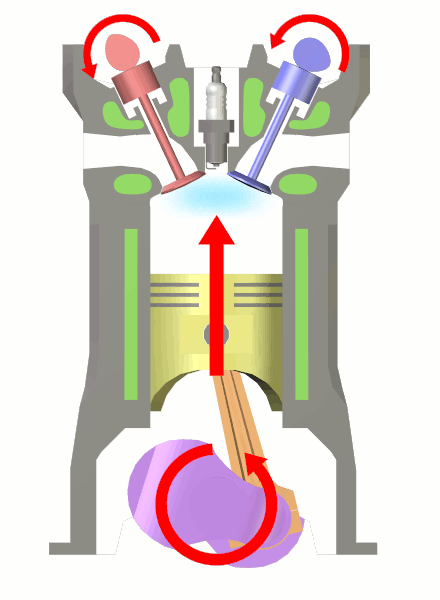
Tłok (kolor żółty) oraz zawory (kolor czerwony i niebieski) wykonują ruchy posuwisto-zwrotne, podczas gdy wał korbowy (kolor fioletowy) wykonuje ruch obrotowy

Ruch posuwisto-zwrotny – rodzaj ruchu, w którym ciało porusza się ruchem prostoliniowym po pewnym odcinku. Kierunek ruchu nie ulega zmianie, natomiast jego zwrot zmienia się cyklicznie. W zależności od użytego mechanizmu zmiany te mogą mieć zarówno charakter harmoniczny (tłok na rysunku po prawej), jak też przerywany (zawory na rysunku).
Ponieważ w krańcowych punktach ruchu (czasem określanych jako zwrot wewnętrzny i zwrot zewnętrzny) prędkość ciała jest równa zero – na ciało i obiekty z nim związane a będące w ruchu posuwisto-zwrotnym oddziałują przyśpieszenia mające w wielu przypadkach pokaźną wartość. Stąd zazwyczaj ciała wykonujące taki ruch mają z reguły konstrukcyjnie małą masę własną.